# Демерара-Махайка
Демерара-Махайка (на английски: Demerara-Mahaica) е административен регион в Гвиана, Южна Америка.
Населението е 311 563 жители (по преброяване от септември 2012 г.). Намира се в североизточната част на страната. Граничи на север с Атлантическия океан.
Тук се намира столицата на страната гр. Джорджтаун.